# Agamennone (Seneca)
Agamennone è una tragedia scritta nel I secolo dal filosofo romano Lucio Anneo Seneca, basandosi sul modello dell'Orestea del poeta greco Eschilo. La tragedia vede protagonisti i guerrieri della Grecia che rientrano dalla guerra di Troia e le tragedie che li attendono.

## Trama

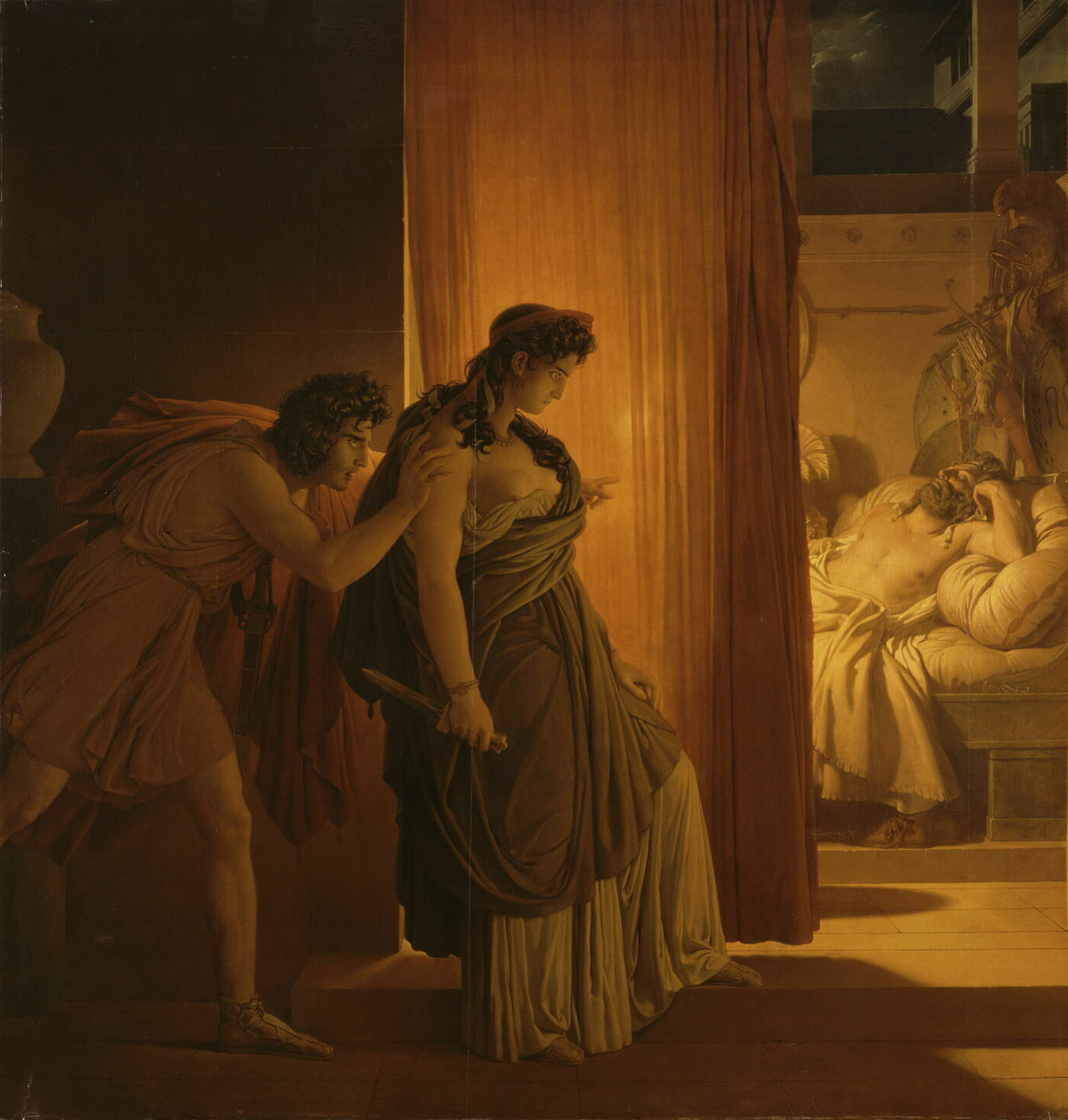
Egisto e Clitemnestra preparano l'agguato mortale ad Agamennone

Tornato a Micene dopo la spedizione vittoriosa ma sanguinosa per Troia, il sovrano Agamennone trova tutto cambiato. Infatti egli si aspettava un'accoglienza trionfale e calorosa, invece nel buio della notte il popolo della città lo saluta in silenzio, come se avesse paura di un evento funesto. Perfino la moglie Clitemnestra appare lugubre, livida e corrucciata davanti all'entrata del Palazzo dei Re. Agamennone, esitando perché teme qualcosa, entra con la regina negli appartamenti reali trascinandosi con sé la schiava Cassandra, poco tempo prima sacerdotessa ricca di Troia. Clitemnestra non ha mai perdonato al marito il tradimento con la schiava e di sicuro con tante altre schiave durante i dieci anni di combattimenti a Troia; infatti ora sta progettando assieme all'amante Egisto una congiura ai suoi danni. Durante quella stessa notte, Clitemnestra invita il marito a cenare con lei e durante il banchetto gli fa dono di una veste. Questa, una volta indossata, impedisce al marito ogni libero movimento del capo e delle mani, permettendo alla moglie di infierire su di lui inerme prima con un colpo al fianco, e poi con una bipenne, con la quale gli viene staccata la testa. Egisto infierisce su Agamennone ormai cadavere. Dopo l'assassinio (che viene raccontato da Cassandra) Elettra inorridita fugge via dal palazzo portando con sé il piccolo Oreste, che affiderà a Strofio, mettendolo così al sicuro per il successivo compito di vendetta che gli spetterà. Ritornata al palazzo affronta l'ira della madre assassina, che le intima di rivelare dove si trova il fratello. Elettra rifiuta di rivelare alcunché, preferendo la morte. Clitemnestra ordina allora la sua reclusione, mentre un destino diverso attende Cassandra, che verrà uccisa, non senza aver prima predetto la vendetta di Oreste. 
| Controllo di autorità | VIAF (EN) 305992889 · BAV 492/5795 · LCCN (EN) no2013106997 · GND (DE) 4134141-7 · BNF (FR) cb120689708 (data) · J9U (EN, HE) 987007329060005171 |